# Hidrosib
Hidrosib este o companie producătoare de echipamente hidraulice din România.
A fost înființată în 1975, sub denumirea de Balanța II, ca fabrică de echipamente și instalații hidraulice și pneumatice.
Compania a fost privatizată în anul 2003, când compania britanică Advanced Handling Limited, parte a grupului Metalrax, a achiziționat 94,61% din acțiuni.
În iulie 2009, compania a intrat în insolvență.
Număr de angajați:
- 2009: 100[1]
- 2002: 310[3]

Cifra de afaceri:
- 2006: 4,2 milioane lei[4]
- 2005: 3,3 milioane lei[4]